# ミゾホオズキ属
ミゾホオズキ属（ミゾホオズキぞく、学名：Mimulus 、漢字表記：溝酸漿属）はハエドクソウ科（APG分類体系）の属の1つ。旧分類ではゴマノハグサ科に分類されていた。

## 特徴
多年草で、茎は直立するか匍匐する。葉は卵形または円形で対生する。花は上部の葉腋に1個つける。萼は長い筒状になり、先は5浅裂し、基部から先に走る5本の稜があり、稜にはしばしば翼ができる。花冠はおもに黄色で、筒状の唇形になり、上唇は2裂、下唇は3裂し、花冠内部の基部に隆起した2列の条があって、毛状突起が密生する。雄蕊は4個あり、下側2本は長く、上側2本は下側よりは短い。花柱は1個で細長く、先端は上下に扁平な2片に裂け、その内面にある柱頭に触れると、上下に開いていた2片は急速に閉じる。果実は線状楕円形の蒴果で、袋状に大きくなった宿存性の萼に包まれ、多数の種子が入り、熟すと胞間裂開する。種子は小さい楕円形になる。
世界に約150種知られ、日本には2種分布し、数種の帰化種、栽培種が知られる。

## 種

### 日本に分布する種
- ミゾホオズキ Mimulus nepalensis Benth. - 日本の北海道・本州・四国・九州、朝鮮、中国、ヒマラヤに分布する[6]。
- オオバミゾホオズキ Mimulus sessilifolius Maxim. - 日本の北海道・本州の中部地方以北の日本海側、南千島、樺太に分布する[3]。

### 日本に帰化している種、栽培種
- ベニバナミゾホオズキ Mimulus cardinalis Dougl. ex Benth. - 栽培種
- セイタカミゾホオズキ Mimulus guttatus Fisch. ex DC. - 帰化種
- ニシキミゾホオズキ Mimulus luteus L. - 北アメリカ原産の帰化種
- アメリカミゾホオズキ Mimulus moniliformis Greene - 帰化種
- ニオイミゾホオズキ Mimulus moschatus Dougl. ex Lindl. - 栽培種

## 和名、学名の由来
ミゾホオズキ属の「ミゾホオズキ」は、溝酸漿の意味で、溝辺に生え、萼片に包まれた果実がナス科のホオズキ（酸漿）に似ることによる。また、属名の Mimulus は、ラテン語で道化者 mimus の縮小形で、花冠とその模様が猿に似たような形をしていることからつけられたもの。英語では、monkey-flower という。

## ギャラリー
- ミゾホオズキ
- オオバミゾホオズキ